# Mestolobes epidelta
Mestolobes epidelta là một loài bướm đêm thuộc họ Crambidae. Nó là loài đặc hữu của Kauai.